# Heterolocha bicolor
Heterolocha bicolor là một loài bướm đêm trong họ Geometridae.